# Шайен (окръг, Канзас)
Вижте пояснителната страница за други значения на Шайен.
Окръг Шайен (на английски: Cheyenne County) е окръг в щата Канзас, Съединени американски щати. Площта му е 2644 km², а населението - 2911 души. Административен център е град Сейнт Франсис.